# 麥金尼 (德克薩斯州)
麥金尼（McKinney, Texas）是美國德克薩斯州東北部的一個城市，科林縣縣治。面積161.5平方公里，2000年人口為人，54,369人，2006年增至107,530人。
市名紀念《德克薩斯獨立宣言》簽署者之一科林·麥金尼（Collin McKinney）。

## 教育
科林学院经营社区学院。